# Norvelita
Norvelita ist eines der größten Unternehmen für Fischverarbeitung in Litauen. Das Unternehmen stellt ein breites Sortiment an Produkten her und dessen größter Teil ist für den ausländischen Markt bestimmt. Das Unternehmen  gründeten litauische und norwegische Investoren. Seine Tätigkeit begann es mit dem Handel eingefrorener Fische. Das Unternehmen befindet sich neben der Stadt Raseiniai, nahe der Autobahn Vilnius–Klaipėda.  Das Unternehmen erzielte  den Umsatz von 350 Mio. Litas (2011).

## Leitung
- Bis 2012: Jordanas Kenstavičius (* 1965)
- Seit Oktober 2012: Vidmantas Globis